# Wakatsuki Reijirō

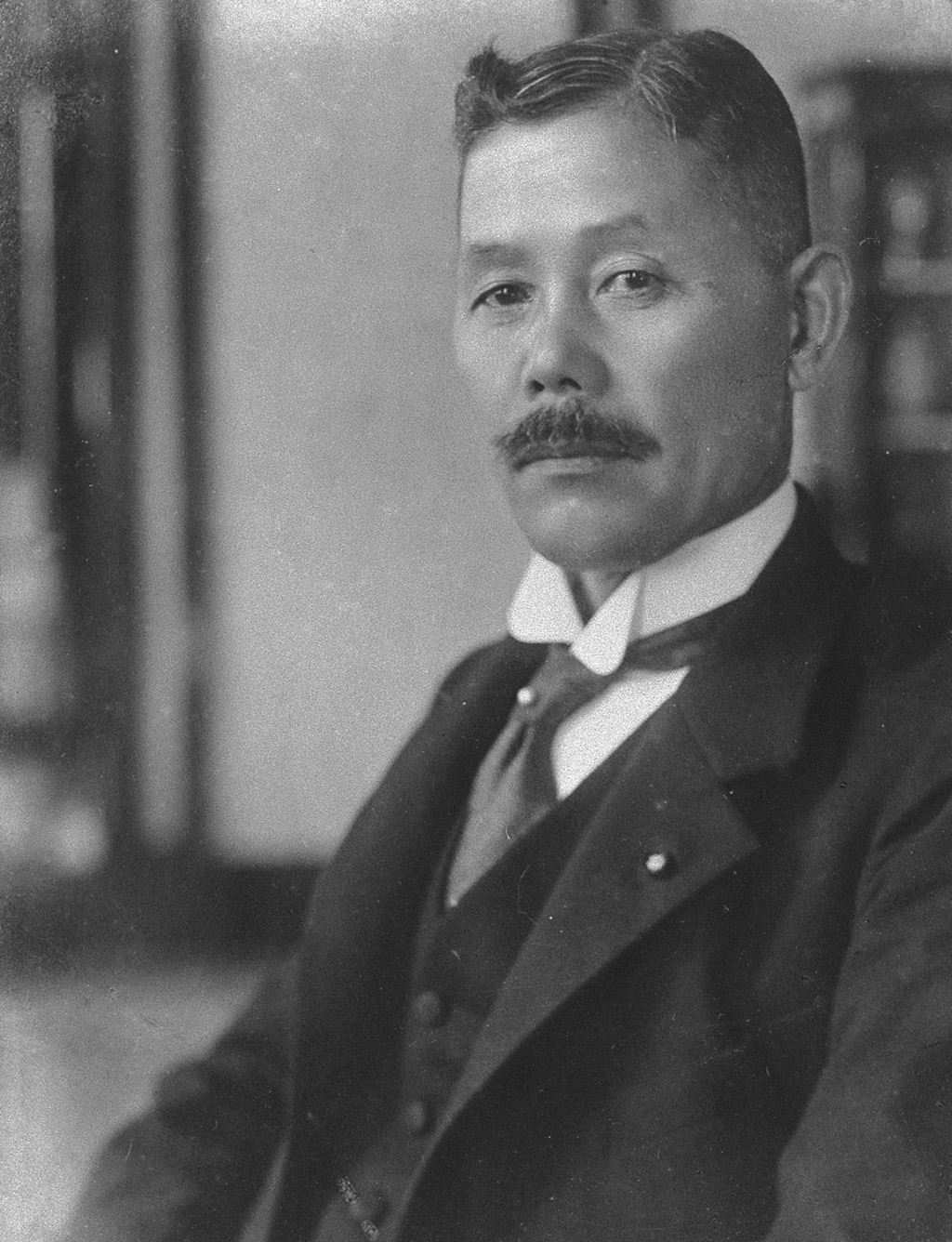
Wakatsuki Reijirō

Danshaku Wakatsuki Reijirō (japanisch 若槻 禮次郎; * 21. März 1866 in Matsue; † 20. November 1949 in Itō, Shizuoka) war ein japanischer Politiker und der 25. und 28. Premierminister von Japan. 1931 wurde er zum Baron (Danshaku) ernannt. – Von politischen Gegnern wurde er oft Usotsuki Reijirō genannt, was übersetzt Reijirō der Lügner bedeutet. 

## Frühes Leben
Wakatsuki wurde in Matsue in der damaligen Provinz Izumo in die Samurai-Familie Okumura hineingeboren, welche dem Matsudaira-Klan diente. Später heiratete er eine Tochter aus der Wakatsuki-Familie und wurde von dieser adoptiert und zum Erben bestimmt, da sie selbst keinen männlichen Nachfahren hatten. 1892 ging er an die Universität Tokio und studierte Rechtswissenschaften.

## Politische Karriere
Nach seinem Abschluss arbeitete er im Finanzministerium, zuerst als Direktor des Steuerbüros und später als Vizeminister (Staatssekretär).
Am 24. August 1911 wurde er in das japanische Herrenhaus aufgenommen, dessen Mitglied er bis zu dessen Auflösung 1947 war. Im dritten Kabinett von Katsura Tarō vom 21. Dezember 1912 bis zum 20. Februar 1913 und im zweiten Kabinett von Ōkuma Shigenobu vom 16. April 1914 bis zum 10. August 1915 diente er als Finanzminister. In dieser Zeit wurde er ein führendes Mitglied der Rikken Dōshikai und 1914 ihrer Nachfolgepartei, der Kenseikai.
Am 11. Juni 1924 wurde er Innenminister im Kabinett von Katō Takaaki und wirkte dort führend an der Erstellung einiger wichtiger Gesetze mit.
Als Premierminister Katō am 28. Januar 1926 unerwartet im Amt verstarb, wurde Wakatsuki erst zum geschäftsführenden Premierminister und dann am 30. Januar zum Premierminister ernannt (Kabinett Wakatsuki I) und blieb dies bis zum 20. April 1927, als ihn die Auswirkungen der Shōwa-Finanzkrise zum Rücktritt zwangen. Gleichzeitig hatte er bis zum 3. Juni 1926 zusätzlich wieder das Amt des Innenministers inne.
Nachdem er als Generalbevollmächtigter an der Londoner Flottenkonferenz teilgenommen hatte, trat er in Japan für eine schnelle Ratifizierung und Umsetzung der Abrüstungsbestimmungen des dort beschlossenen Vertrages ein, was ihm viele Feinde in den Reihen des Militärs und der Ultranationalisten bescherte.
Als Premierminister Hamaguchi Osachi nach einem Attentat aufgrund seiner Verletzungen gezwungen war, sein Amt niederzulegen, wurde Wakatsuki neuer Führer der Rikken Minseitō und übernahm erneut das Amt des Premierministers, dieses Mal vom 14. April bis zum 13. Dezember 1931. Ab dem 10. September 1931 bis zur Ablösung seines Kabinetts war er zusätzlich Kolonialminister.
In seiner zweiten Amtszeit gelang es Wakatsuki nicht, das sich immer mehr der Regierungskontrolle entziehende Militär in seine Schranken zu weisen, wodurch es in der Mandschurei zum Mukden-Zwischenfall und in dessen Folge zur eigenmächtigen Besetzung der Mandschurei durch die japanische Armee kam. Diese Geschehnisse zwangen ihn im Dezember, seine Amtsgeschäfte niederzulegen. Auch nach seinem Rückzug prangerte Wakatsuki offen die Macht des Militärs an und warnte vor einem Krieg mit den USA. Nach Beginn des Pazifikkriegs plädierte er für einen baldestmöglichen Friedensschluss.